# 파나소닉 루믹스 DMC-G2
파나소닉 루믹스 DMC-G2는 2010년 3월 8일에 공개한 파나소닉 g1의 후속제품이다.